# Arquetipo
Un arquetipo (del griego αρχή, arjé, ‘fuente’, ‘principio’ u ‘origen’, y τυπος, tipos, ‘impresión’ o ‘modelo’) es el patrón ejemplar del cual se derivan otros objetos, ideas o conceptos. Es el modelo perfecto. En la filosofía de Platón se expresan las formas sustanciales (ejemplares eternos y perfectos) de las cosas que existen eternamente en el pensamiento divino. También puede entenderse como una estructura funcional que subyace a la conducta de un individuo, grupo o sociedad en su conjunto, estableciendo una serie de automatismos a los que se responde de forma continua.

## Arquetipo: caminos y estados
Un arquetipo es un modelo o ejemplo de ideas o conocimiento del cual se derivan otros tantos para modelar los pensamientos y actitudes propias de cada individuo, de cada conjunto, de cada sociedad, incluso de cada sistema. 
Un sistema de palabras, de ideas, de ideales o de pensamientos sigue una conducta regular, envuelto en su propio paradigma; incluso se usan arquetipos para modelar su propio camino, para abrirse campo en un medio de ideas abstractas, poco entendibles o ininteligibles, solamente guiados por sus propios pensamientos y creencias.

## Arquetipo y utilización del término

### Uso en la sociedad y en el comportamiento humano
En el libro Realidad del alma, Jung propone que en el mundo primitivo todos los hombres poseían una especie de alma colectiva, pero con el pasar de los años y la evolución surgió un pensamiento y una conciencia individual que ayudó en gran parte a la formación del modo de pensar de cada cultura de forma individual y de su tipo de actuar. Una persona está integrada por conductas regidas por arquetipos, junto con sus diferentes caminos y sus estadios. Existen tres caminos: conocimiento, poder y amor.

### Uso en filosofía

#### El arquetipo en la antigüedad
Platón, el más fiel discípulo de Sócrates, cree como este que "la ciencia consiste en lo universal" y aspira a ello por medio de la abstracción. Para el fundador del realismo exagerado "la mayor certeza se halla en la mayor abstracción". Al ejercitar ésta, distingue dos mundos: el de las cosas sensibles, rayano con el no ser, y el de lo inteligible, que es lo real mismo en sí, el tipo, la idea o el ejemplar, que reproducen las cosas sensibles por su participación de las ideas. Pero este mundo de las ideas requiere una jerarquía según Platón; este, fijado por la dialéctica, sirve de base a toda clasificación y establece claridad y orden en la manera de tratar los asuntos.
Como efecto de la abstracción formalista y logicista, esta tesis dará finalmente lugar a la noción de que las ideas más vacías o más abstractas se consideran las superiores y se colocan en el vértice de las clasificaciones. Se convierte así la abstracción en escala para ascender al cielo y se volatiliza la realidad, llegando a estimar que una idea está más cerca de la verdad cuanto más lejos se halla de los hechos. Esta interpretación fue hecha explícitamente por primera vez por Christian Wolff, quien estima que la metafísica sería la "ciencia de lo posible".
Ya la palabra ειδος, eidos, de donde procede nuestra "idea", revela el simbolismo, pues expresa la especie opuesta al individuo y aun separada de él. Para establecer la jerarquía del mundo inteligible, la imaginación se representa (siempre fuera de la realidad) el prototipo o arquetipo (la idea primera entre las demás de igual orden) de cada especie. Resulta, por lo mismo, como dice Janet, que "todo arquetipo es siempre una abstracción".

#### El arquetipo en la Edad Media
Esta misma palabra arquetipo ha sido usada por los escolásticos, sobre todo por aquellos que se acercan algo al sentido platónico hábilmente combinado con la doctrina aristotélica por santo Tomás de Aquino, como la idea primordial, que ha presidido a la creación del mundo.

#### El arquetipo en la Modernidad
Después usó también la palabra arquetipo John Locke en su Ensayo sobre el entendimiento humano, pero atribuyéndola una significación distinta a la que le diera en un principio Platón. Para Locke los arquetipos son ideas, que no tienen semejanza con ninguna existencia real, ni con la nuestra ni con la de los objetos externos. Concibe el espíritu los arquetipos mediante la reunión arbitraria de los conceptos simplicísimos, sin que puedan ser, por lo tanto, copias de las cosas.
Después de Locke, el término deja de ser frecuente en filosofía; lo usa Goethe en el Fausto personificando las ideas en las Madres, que con sus antorchas iluminan la región de las sombras y van guiando al héroe del poema, símbolo de la luz de la inteligencia, que con su previsión nos guía en la vida.

### Uso en biología

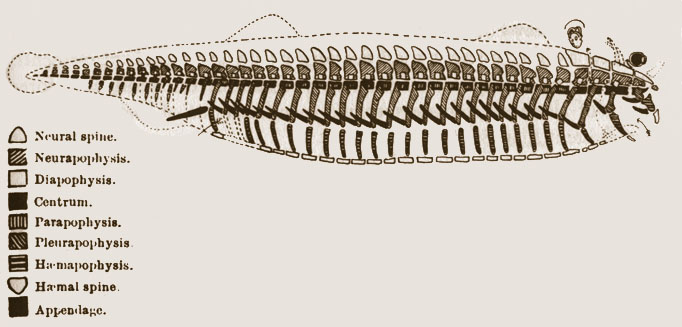
El arquetipo vertebrado según Richard Owen (1847).

La hipótesis del arquetipo ejerció gran influencia en la filosofía de la naturaleza durante el siglo XIX y comienzos del XX. Goethe, Lorenz Oken, Carl Gustav Carus, Geoffroy Saint-Hilaire y otros naturalistas filósofos concibieron la diversidad orgánica determinada y producida según tipos primitivos y originarios (arquetipos). Se trataba de un tipo ideal del que podían derivarse todas las especies o, al menos, todas las especies de un filo.

### Uso en psicología analítica
El término fue introducido por Carl Gustav Jung para designar cada una de las imágenes originarias constitutivas de lo inconsciente colectivo y que son comunes a toda la humanidad. Configuran ciertas vivencias individuales básicas, se manifiestan simbólicamente en sueños o en delirios y son contenidos más o menos encubiertos en leyendas, cultos y mitos de todas las culturas.

### Uso en cibernética
El término fue introducido por Peter Senge para hacer referencia a las estructuras genéricas de pensamiento de las personas, en situaciones de comportamiento organizacional. Determina los principios administrativos necesarios para que un sistema organizacional funcione eficientemente.